# Крамничні злодюжки
 «Крамничні злодюжки» (яп. 万引き家族, Manbiki Kazoku, також «Сімейна справа») — японський драматичний фільм 2018 року, поставлений режисером Хірокадзу Кореедою. Світова прем'єра фільму відбулася 14 травня 2018 року на 71-му Каннському міжнародному кінофестивалі 2018 року де він брав участь в основній конкурсній програмі  та отримав головний приз — «Золоту пальмову гілку».
В Україні фільм демонструвався 15 липня 2018 року на Одеському міжнародному кінофестивалі у Фестивальному Палаці в рамках позаконкурсної програми «Фестиваль фестивалів».
У серпні 2018 року фільм було висунуто від Японії претендентом на 91-шу премію «Оскар» Американської кіноакадемії в номінації за найкращий фільм іноземною мовою.  У грудні 2018 року стрічка увійшла до короткого списку та в січні 2019 року була номінована на цю нагороду.

## Сюжет
Невелика сім'я бідного японського робітника Осами живе практично лише на пенсію бабусі, тому деякі з родичів іноді займаються дрібними крадіжками в крамницях. Якось, повертаючись додому після чергової крадіжки, глава сімейства підбирає на вулиці маленьку змерзлу дівчинку. Дружина зустрічає знахідку нерадісно, проте приймає дитину. Скромне фінансове становище не заважає дружній сім'ї жити щасливо, але раптом по телевізору вони бачать оголошення про зниклу дівчинку, і з цієї миті в їхньому житті починаються серйозні проблеми.

## У ролях
| • Кірін Кікі      | … | Хацує Шибата  |
| • Рирі Френкі     | … | Осама Шибата  |
| • Сосуке Ікемацу  | … |               |
| • Акіра Емото     | … |               |
| • Сакура Андо     | … | Нобуйо Шибата |
| • Маю Мацуока     | … | Акі Шибата    |
| • Моемі Катаяма   | … |               |
| • Кенго Кора      | … | Такумі Мезоно |
| • Тідзуру Ікевакі | … | Кі Міябе      |
| • Дзе Каїрі       | … | Шота Шибата   |

## Знімальна група
- Автор сценарію — Хірокадзу Корееда
- Режисер-постановник — Хірокадзу Корееда
- Оператор — Рюто Кондо
- Композитор — Харуомі Хосоно
- Монтаж — Хірокадзу Корееда
- Художник-постановник — Кейко Міцумацу
- Художник з костюмів — Кадзуко Куросава
- Художник-декоратор — Акіко Мацуба
- Підбір акторів — Тоші Табата

## Критика
Фільм отримав відмінні відгуки кінокритиків. На сайті Rotten Tomatoes рейтинг фільму на основі 165 рецензій становить 99%, а середня оцінка — 8,8/10. На Metacritic картина має середні бал 93 зі 100 (на основі 40 рецензій).
Джастін Чанг з «Los Angeles Times» називає картину роботою «такої емоційної делікатності та формальної пристойності, що ти заледве підготовлений, коли вся сила того, що вона робить, раптом збиває тебе з ніг». Дебора Янг у рецензії «The Hollywood Reporter» пише, що для Корееди «цей маленький фільм є вдумливим доповненням до його притч про щасливі та нещасні сім'ї («Ніхто не дізнається», «Після бурі»), усіяний незабутніми персонажами та правдоподібними перформансами, які тихо ведуть глядача до роздумів про суспільні цінності». Оглядач «Wall Street Journal» Джо Морґенштерн відгукується про стрічку наступним чином: «Толстой розумів усе неправильно, а «Крамничні злодюжки» розуміють правильно. Всі щасливі сім'ї не є однакові. Чарівний, підривний шедевр Хірокадзу Корееди береться за сімейні цінності та буржуазне благочестя через японську сім'ю злочинців, яка є не тим чим здається». «У минулому делікатність Корееди іноді знесилювала його фільми. Тут, однак, родинні міцність, крадіжки та таємниці, її бідність і відчай, працюють як баласт на його чутливості. У їх брудних недоліках Корееда знаходить ідеальну історію про те, як бути людиною,» — йдеться у статті кінокритика «The New York Times». Меґґі Лі з «Variety» порівнює фільм з романом Чарлза Діккенса «Пригоди Олівера Твіста» і пише про доступність послання стрічки: «Чарівний і драматичний, вишукано виконаний фільм вкраде серця як артхаусної, так і мейнстримної аудиторії». Пітер Бредшов із «The Guardian» оцінив стрічку на 4/5, та переглянувши змінив свою думку й поставив 5/5: «Це фільм з ніжних мазків: деталі, моменти, погляди та посмішки». Девід Ерліх поставив фільму оцінку «A–».

## Нагороди та номінації
| Список нагород та номінацій           | Список нагород та номінацій | Список нагород та номінацій     | Список нагород та номінацій | Список нагород та номінацій | Список нагород та номінацій |
| Кінофестиваль/Кінопремія              | Рік                         | Категорія                       | Номінант(и)                 | Результат                   | Дж                          |
| ------------------------------------- | --------------------------- | ------------------------------- | --------------------------- | --------------------------- | --------------------------- |
| Каннський кінофестиваль               | травень 2018                | Золота пальмова гілка           | Крамничні злодюжки          | Перемога                    | [ 6 ] [ 7 ]                 |
| Міжнародний кінофестиваль у Мельбурні | 2018                        | Найкращий фільм                 | Крамничні злодюжки          | Номінація                   |                             |
| Міжнародне товариство кіноманів       | 2018                        | Приз журі                       | Крамничні злодюжки          | Перемога                    |                             |
| Мюнхенський кінофестиваль             | 2018                        | Найкращий міжнародний фільм     | Крамничні злодюжки          | Перемога                    |                             |
| Міжнародний кінофестиваль у Торонто   | 2018                        | Приз «Народний вибір»           | Крамничні злодюжки          | Номінація                   |                             |
| Премія «Золотий глобус»               | 6.01.2019                   | Найкращий фільм іноземною мовою | Крамничні злодюжки          | Номінація                   |                             |
| Премія БАФТА                          | 10.02.2019                  | Найкращий неангломовний фільм   | Крамничні злодюжки          | Номінація                   |                             |
| Премія «Кришталевий глобус»           | 5.02.2019                   | Найкращий іноземний фільм       | Крамничні злодюжки          | Номінація                   | [ 24 ]                      |
| Премія «Сезар»                        | 22.02.2019                  | Найкращий фільм іноземною мовою | Крамничні злодюжки          | Перемога                    | [ 25 ]                      |
| Премія «Оскар»                        | 24.02.2019                  | Найкращий фільм іноземною мовою | Крамничні злодюжки          | Номінація                   | [ 11 ]                      |
| Азійська кінопремія                   | 17.03.2019                  | Найкращий фільм                 | Крамничні злодюжки          | Перемога                    | [ 26 ]                      |